# Kozagawa
Kozagawa (古座川町, Kozagawa-chō) est un bourg du district de Higashimuro, dans la préfecture de Wakayama, au Japon.

## Géographie

### Démographie
Au 1er décembre 2014, la population de Kozagawa s'élevait à 2 795 habitants répartis sur une superficie de 294,52 km2.